# Saudi-Riyal

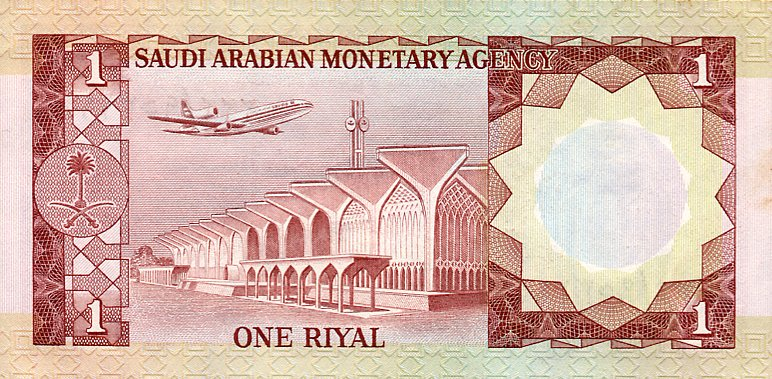
1 Saudi-Riyal (1977)

Der Saudi-Riyal (arabisch ريال سعودي Riyāl suʿūdī) ist die Währung des Königreiches Saudi-Arabien. Ein Saudi-Riyal (SR) ist in 20 Qurusch (Singular: Qirsch) bzw. 100 هللة / Halala (auch Hallala; Plural im Deutschen: Halalas oder Hallalas) unterteilt. Es existieren Münzen mit Nennwerten von 1, 5, 10, 25, 50 und 100 Halala, 1 und 2 Riyal, sowie Banknoten mit den Nennwerten 1, 5, 10, 20, 50, 100, 200 und 500 Riyal.
Der Riyal hat eine feste Wechselkursbindung zum US-Dollar: 1 USD = 3,75 SAR. Derzeit existieren Überlegungen im Königreich, den Riyal zugunsten einer gemeinsamen Währung der Golfstaaten (GCC) aufzugeben.

## Schreibweise
Als korrekt gilt die Schreibweise Saudi-Riyal. Wegen der internationalen Dominanz des Englischen (engl. Saudi riyal) wird gelegentlich auch im Deutschen der Bindestrich weggelassen: Saudi Riyal.
In Katar gilt der Katar-Riyal als Währung. In einigen benachbarten Ländern wird die Währung dagegen Rial geschrieben: Iranischer Rial, Jemen-Rial, Omanischer Rial, was zu Verwechslungen der Schreibweise führen kann. In arabischer Schrift unterscheiden sich die Namen dieser Währungen nicht.
Die Währungsnamen Riyal und Rial leiten sich vom spanischen Real ab, der mehrere Jahrhunderte die Währung in Spanien war (span. real = „königlich“).